# 聯合國善後救濟總署

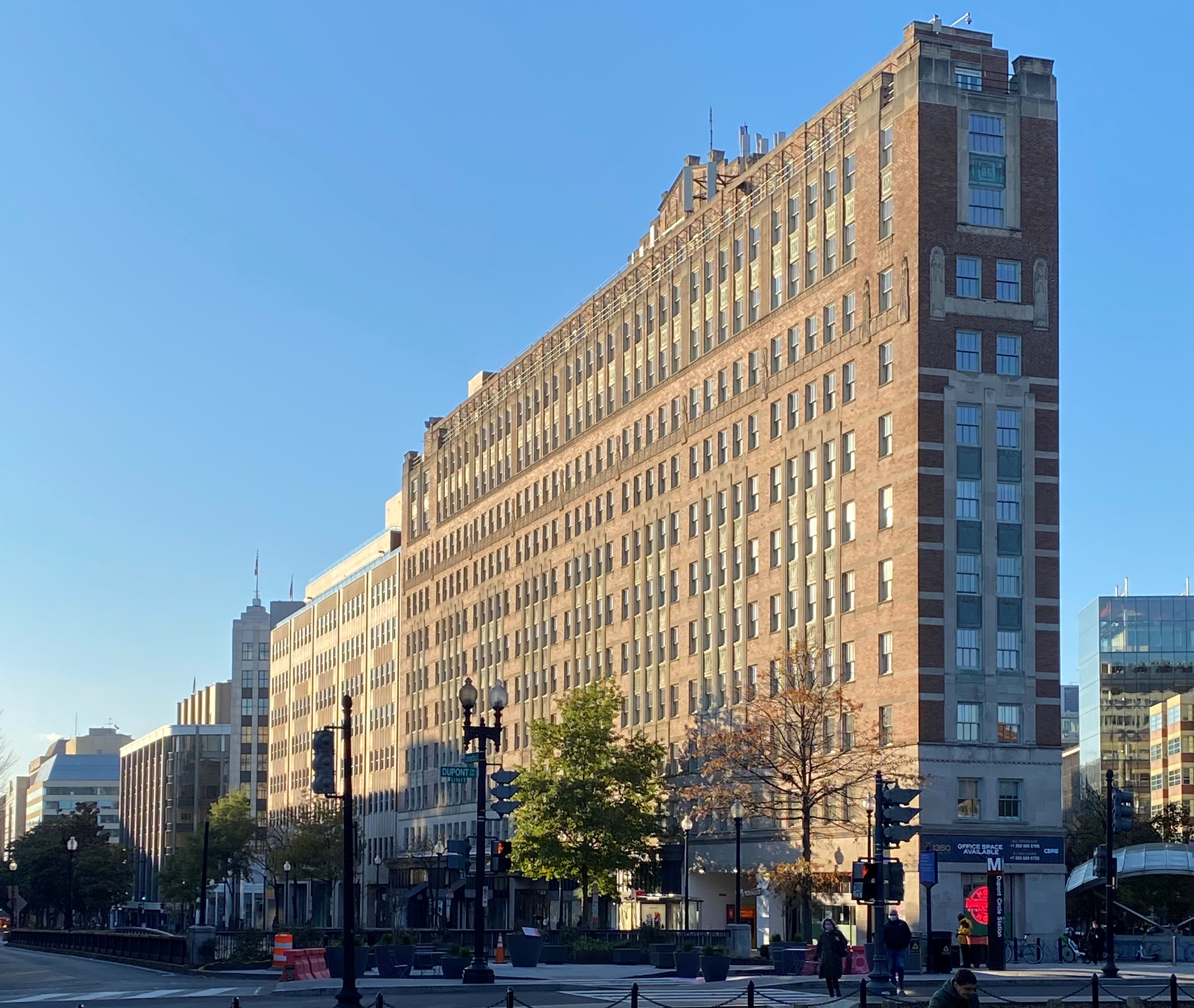
華盛頓特區的杜邦圓環大廈自1944年10月起做為聯合國善後救濟總署的總部

聯合國善後救濟總署（英語：United Nations Relief and Rehabilitation Administration，英文縮寫：UNRRA，中文简称“联总”）是1943年11月9日44个国家代表在美國华盛顿哥伦比亚特区签订《联合国善后救济总署协定》决定成立之國際組織，發起人為美國總統羅斯福。其名稱內之“聯合國”並非指後來於舊金山組成的聯合國，而是指第二次世界大戰期間的同盟國參戰國家。善后（rehabilitation ）是指物资的复原、复旧，包括农业善后、工业善后、交通善后、水里善后等。救济（relief）是指人为的扶助，包括灾民、战争难民的粮食救济、衣服救济、居住救济、医药卫生救济等。善后救济不是战后重建，而是复员，为建设做准备。
本質為福利機構的聯合國善後救濟總署，成立目的乃於戰後統籌重建二戰受害嚴重且無力復興的同盟國參戰國家。任务是：
1. 提供衣食住行方面的援助与救济
2. 协助盟国解放地区的人民预防疾病、恢复健康
3. 安排战俘和难民返回家园
4. 协助恢复迫切需要的工农业生产和服务

## 肇始
1940年8月21日丘吉尔首相在演讲中承诺建立世界粮食储备，一旦纳粹势力被粉碎，救济包括德国和奥地利人民在内的欧洲各族人民。苏联参战后，英、苏、加、澳、新、南非和9个欧洲流亡政府在伦敦召开国际会议讨论欧洲战后的紧急需要，据此，李滋·罗斯爵士为首的盟国计划调查委员会于1942年2月2日提出《战后救济大纲建议案》。
1943年6月17日，美国国务院对外救济善后署署长赫伯特·H·莱曼在纽约市外交政策协会发表演说，阐明美国政府的战后救济政策，以赢得国内支持。1943年11月10日至12月1日，美、英、苏、中等14个代表在大西洋城召开联总第一次会议，通过41项决议案，推选纽约州前州长赫伯特·H·莱曼为署长，完成了联总的创建工作。当时中国驻联总代表蒋廷黻。大会闭会期间，美英苏中的代表组成中央委员会处理事项。全会下设欧洲和远东2个区域委员会、供应和财务2个专门委员会，卫生、农业、工业、福利、难民5个技术委员会，总署内设供应、区域、行政财务3厅，福利、难民、卫生、秘书、联络等处，各区域分驻办事处与派遣团。
其中，受害最嚴重的中國成為最主要被幫助國家，而施予幫助者則為美國、英國與加拿大。
當時規定的解散日期是1946年底，而在遠東則推遲三個月。

## 成员国
联合国善后救济总署的最初参加者共有48个国家，其中44个为最初签字国：中华民国、美国、英国、法兰西民族解放委员会、加拿大、澳大利亚、新西兰、苏联、比利时、玻利维亚、巴西、智利、哥伦比亚、哥斯达黎加、古巴、捷克斯洛伐克、多米尼加、厄瓜多尔、埃及、萨尔瓦多、埃塞俄比亚、希腊、危地马拉、海地、洪都拉斯、冰岛、印度、伊朗、伊拉克、利比里亚、卢森堡、墨西哥、荷兰、尼加拉瓜、挪威、巴拿马、巴拉圭、秘鲁、菲律宾、波兰、南非、乌拉圭、委内瑞拉和南斯拉夫。乌克兰苏维埃社会主义共和国、白俄罗斯苏维埃社会主义共和国、丹麦、土耳其4国后来加入协定。

## 援助金额

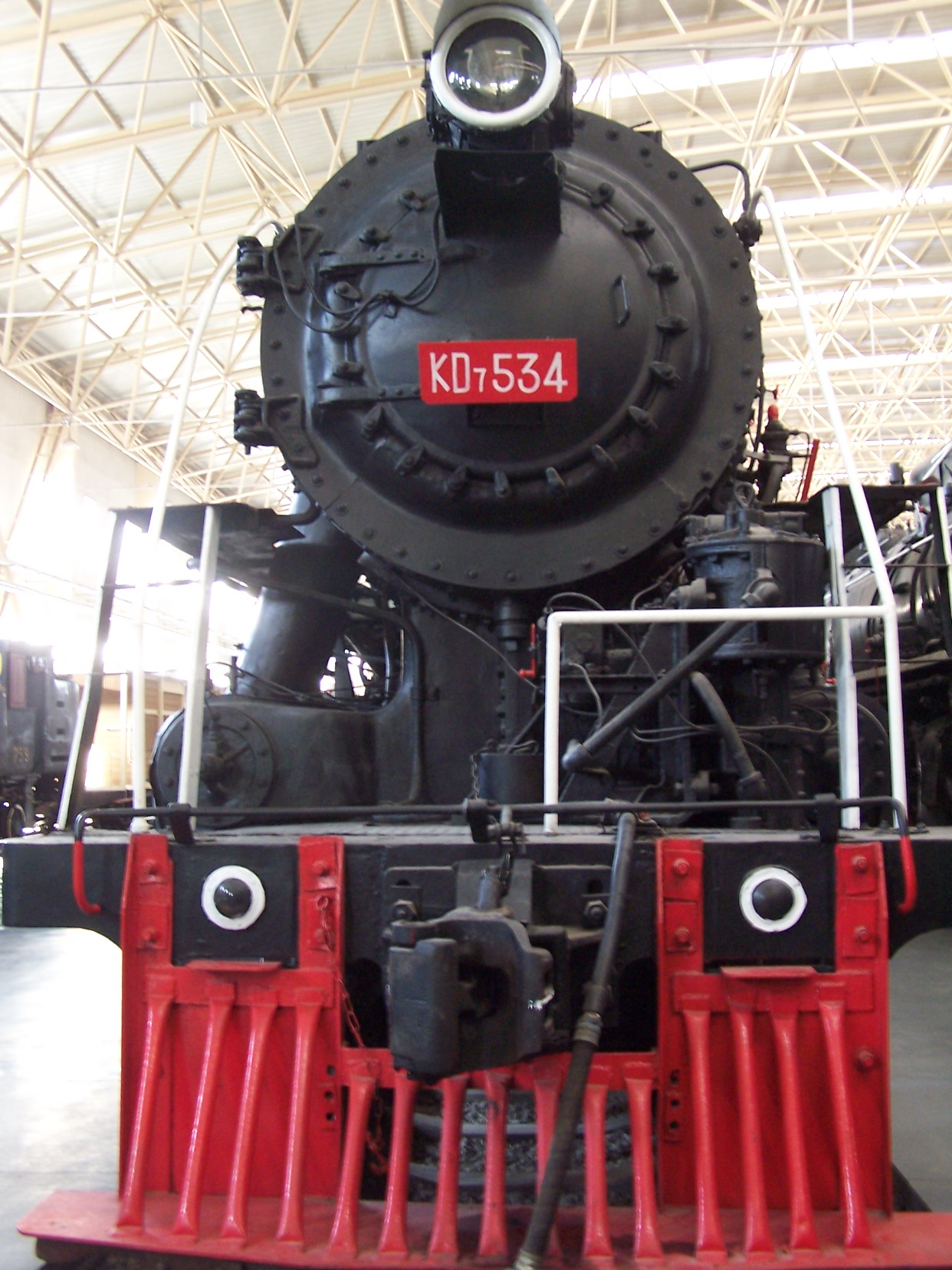
这辆由美国鲍德温机车公司费城工厂于1947年1月生产的2-8-0式客货两用蒸汽机车编号为KD7-534，它是联合国善后救济总署在二战后向中国提供的援助物资之一。摄于北京中国铁道博物馆

联合国善后救济总署获得的救济资金和物资主要来自美国、英国和加拿大，美国提供了27亿美元的资金和物资，英国提供了6.2亿美元的资金和援助物资，加拿大提供了1.54亿美元。
联合国善后救济总署向各受援国提供的最大宗的援助物资为食物，总价值12.3亿美元，总重911万长吨。其次为工业善后物资，价值为6.77亿美元，总重1128万长吨，包括机床、发电机、机车、车皮、铁轨、汽车、各种零件、成套工厂设备、架桥设备、工程机械、燃油、煤炭、化工产品、建筑材料等。第三大宗援助物资为为衣物纺织品鞋袜类（价值4.19亿美元，53.6万长吨）和农业善后物资（价值3.2亿美元，231万长吨，包括种子、牲畜、化肥、渔船、鱼网、拖拉机等）。最后为医疗卫生和文教援助，向各受援国提供了价值1.17亿美元、13.4万长吨的物资
联合国善后救济总署的所有成员国都提供了行政经费。30个未受入侵的成员国提供了业务经费。8个受入侵的成员国（荷兰、比利时、丹麦、挪威、中国、捷克斯洛伐克、希腊、卢森堡）也以现金、劳务、船运等方式提供了业务经费
五个非成员国（阿根廷、爱尔兰、葡萄牙、罗得西亚和意大利）也提供了赠款
联合国善后救济总署向各受援国提供的援助总额：
- 中國：5.17846亿美元
- 波蘭：4.77927亿美元
- 義大利王國：4.18222亿美元
- 南斯拉夫：4.15642亿美元
- 希腊：3.47162亿美元
- 捷克斯洛伐克：2.61337亿美元
- 乌克兰苏维埃社会主义共和国：1.88199亿美元
- 奥地利：1.35513亿美元
- 白俄罗斯苏维埃社会主义共和国：6082万美元
- 阿尔巴尼亚：2625万美元
- 菲律賓：988万美元
- 匈牙利：438.6万美元
- 多德卡尼斯群岛（原属意大利，1947年后归希腊）：390万美元
- 芬兰：244.1万美元
- 朝鮮：94.3万美元
- 埃塞俄比亚帝国：88.4万美元
- 圣马力诺：3万美元

## 联总的解散
联总第五届全会会议(1945年8月)第八十号决议就已预示了联总工作的结束。当时规定的结束日期是1946年底，而在远东则推迟三个月。第五届全会会议(1946年8月)未要求进行第三次国际性的捐助，这就使联总的结束成为确凿无疑之事，并使准备结束的工作成为当务之急。
联总的卫生工作部门于1947年初移交给世界卫生组织临时委员会。
联合国大会于1946年12月11日批准设立联合国国际儿童紧急救援基金会。这个机构在1947年6月底接管了联总向前联总国家中最不幸的儿童提供卫生、恢复健康和福利的工作，同时接管了联总的职员与款项。
联总的社会福利工作部门在1947年之后逐渐衰落，因为联合国组织无意接收它，而受援国也不愿或无力按照永久性体制来继续进行这些工作。
联总的一些有关农业善后的职责(还有联总的一些职员和款项)在1947年期间移交给联合国粮食及农业组织。
联总救济难民的工作是在1947年7月1日移交给国际难民组织筹备委员会。
“裁撤”计划是在1946年8月第五届全会期间由设在日内瓦的改组专门委员会所制定的。该委员会通过了一项给予额外津贴的办法以防止联总人员过早地提出辞职；委员会又为筹备编写“官方历史”，为职员的调职(即转业)和遣返回国以及为处理总署的财产作出了一些安排。
到了1947年年中，欧洲地区署的人员已减少到一年前的一半。该署最后于1948年9月底关闭。
所有在远东的派遣团与办事处除了新德里(1948年1月31日关闭)，悉尼(负责南太平洋地区，1948年6月30日关闭)以及中国署(1948年1月关闭)之外，都在1947年底关闭了。设在南美的办事处(里约热内卢)是在1948年10月25日最后关闭的。
在华盛顿总署方面，高级副署长、海军中校杰克逊于1947年10月离开联总，其职位就此取消。署长鲁克斯少将于1948年9月30日离职，联总到此结束。
主计官哈里·W·豪厄尔被任命为清理主管员，负责结束联总的未完活动。

## 对中国的援助
抗战爆发后，行政院下设赈济委员会。

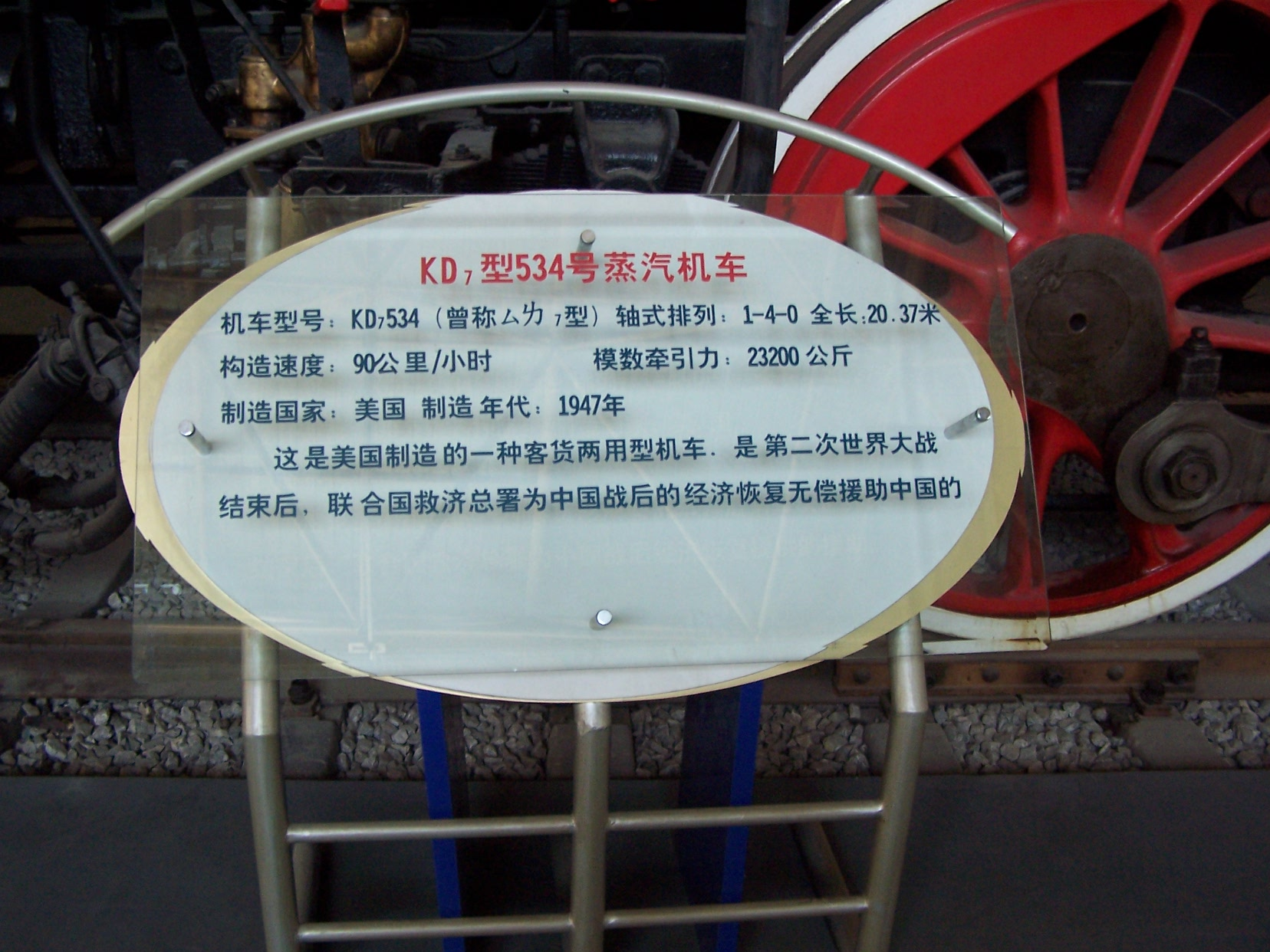
KD7-534号机车的解说标牌，摄于北京中国铁道博物馆

1943年9月，中国国民党五届十一中全会通过了《确定战后社会救济原则案》。
1943年11月9日蒋廷黻代表中国政府签署了《联合国善后救济总署协定》，参加了联合国第一次善后救济大会，并向大会提出了中国善后救济计划。1944年3月，行政院设立善后救济调查设计委员会，顾季高主持下设立9个调查组，最终制定出《中国善后救济计划》并于1944年9月30日呈送联总，指出“善后救济之中心，自然在解放后之沦陷区，惟对自由中国，亦须兼顾”。除新疆、西康、青海3省及西藏、外蒙古地区未列入，其余26个省（含台湾）分为11个善后区域，人口共4.61亿，其中沦陷区人口2.66亿，拟请联总援助9.45亿美金，工作时长18个月。
1944年9月，中国政府完成评估，战后善后救济需战前法币27.27164亿的物资和服务，国外输入品的需要是25.29677亿美元，约合1025.3万吨物资。照此计算，中国善后救济需要34.38亿美元，当时联总收到的基金尚不足20亿美元。中国向联总提出的申请额定为9.45046亿美元，差额1.564631亿美元由中国政府自筹，以及2200名外国专家的服务。中国9.45046亿美元的申请额仅占输入需要的37.4％，但联总最后通过的中国方案是5.35亿美元，只有原定计划的1/5，约等于庚子赔款（4.5亿两白银）的两倍；另外加海洋运费1.125亿美元，共计6.475亿美元。从横向对比来看，每个国家战祸的程度不一，各国在联总获得的援助数额差别很大，中国是每人配额最少的国家之一。若按照全国人口计算，仅仅人均1.17美元；若按照被占领区的人口计算，也不过人均2.01美元。而希腊人均45美元，南斯拉夫人均29.1美元，阿尔巴尼亚也有27.1美元，波兰为20.1美元。
在联合国善后救济总署向中国提供的善后援助中，工业善后物资约占三分之一，食品和衣物各占四分之一左右，其余为医疗卫生和教育援助，以及黄河水利工程、农具工厂规划、渔业发展计划、制药厂援建等等。向800多万原日占区居民、返乡难民和赤贫居民提供了食物、衣物和医疗援助，兴建了八个大的水利工程和许多小的水利工程，使400多万英亩的土地恢复了生产，另有约3000万英亩土地增加了抗灾能力。
联总设远东委员会以及中国办事处，联总远东分署署长朗恩慈（Franklin Ray)，写有《联总在中国》一书。联合国善后救济总署中国分署署长格伦·埃德加·艾格顿少将。
1944年12月18日，国防最高委员会决议在行政院下设立救济善后督办总署。不久，更名为善后救济总署。1945年1月1日，国民政府在重庆两浮支路成立行政院善後救濟總署(China National Relief and Rehabilitation Administration，简称“行总”)，1月21日国民政府公布《行政院善後救濟總署组织法》，迁址珊瑚坝。专门负责接受和分配联总援华的善后救济物资，直接隸屬於行政院，下辖15个分署
- 署長蔣廷黻
- 副署长浦逖生（浦薛鳳）、李卓敏
- 参事3-5人
- 秘书7-9人
- 执行长
- 副执行长
- 储运厅：设第一组、第二组及驻京办事处，分掌救济物资的点收、仓储保管、运输及其他善后救济物资的经理事项。掌控大批海陆空运输工具。厅长陈广沅
- 分配厅：设3组及技术室，分掌救济器材的贷放；民用救济物资的散放、配售及其他救济物资的分配事项。厅长汪伏生（伦敦大学经济学硕士，天津《益世报》总编）
- 赈恤厅；设4组和秘书室，分掌难民的遣送、复业、福利、工赈及其他有关赈恤事项。
- 财务厅：设业务组、财务组，分掌财务的筹划、运用；财务报告的稽核、编制；财务票据的处理、保管及其他有关财务事项。厅长董承道
- 调查处：设3组，分掌调查流离的人民和战区社会情形；工商业的损害；泛滥区域灾情及其他善后救济的调查事项。
- 编译处：设5组，分掌编译善后救济法规、报告、参考材料、出版物及有关图书管理事项。
- 总务处：设5科，分掌收发、分配、撰拟、保存文件；公布署令；典守印信；该署经费的预决算和出纳；稽核直辖机关的经费；保管该署财产和物品；办理该署庶务及其他不属各厅、处事项。处长徐世长。出纳科科长吴燧人。福利科长蒋仁麟
- 会计处：办理岁计、会计及统计事项。
- 人事室：办理人事管理事项。
- 设计考核委员会，负责编拟计划草案，考核业务情况。
- 农业专门委员会
- 工矿专门委员会
- 医药卫生专门委员会：办理紧急医疗救济及善后卫生业务。
- 机械农垦物资管理处
- 黄泛区复兴专门委员会
- 豫皖苏泛区农业机械化设计委员会：1946年11月成立。
- 机具装配厂：1946年6月设立，直属于行总，由储运厅监督指挥。负责联总运华物资中重型机器的重行装配。
- 渔业善后物质管理处：1946年5月与农林部合作组设。负责对渔业物资的使用及分配。处长胡可时。中共地下电台报务员李白任该处的电器修理工。
- 汽车运输管理处：处长余乐醒，副处长方龙章
- 上海储运局
- 天津储运局
- 青岛储运局
- 九龙储运局
- 汉口储运局
- 广州储运处
- 大连储运局
- 昆明储运站
- 贵阳储运站
- 公路运输大队：1946年1月成立
- 水运大队：1946年2月成立
- 空运大队：1946年7月成立
- 侨胞遣送办事处：归侨出国复员共27802人，海外难侨归国约1万余人，旅日华侨归国约3万余人，外侨复员出国35143人。
- 重庆难民疏送站（1946年2月至次年5月）
- 贵阳难民疏送站(1946年4月至次年2月)
- 昆明难民疏送站（1946年3月至次年1月）
- 西安难民疏送站(1947年5月至9月)
- 上海难民接运站（1947年6月至10月）
- 湖北分署：1945年11月8日成立。驻汉口沿江大道汇丰银行大楼。署长周苍柏，副署长杨显东（代署长）、刘艺。分署驻宣化店办事处主任吴显忠。 武昌难民招待所主任汪德彰。[11]
- 江西分署：1945年11月12日成立。署长张国焘/1946.7蔡孟坚。副署长黄学诗、黄光斗、章有江。1947年11月30日撤销。[12]
- 安徽分署：署长叶元龙、副署长柯玉甫
- 苏宁分署：署长陆子东，副署长王世坼、李崇德、席德炯。辖区为今江苏省、上海市的郊县、萧县、砀山县。1945年11月19日在上海成立。1946年1月16日迁镇江。1947年11月15日结束。[13]
- 冀热平津分署：署长童冠贤，副署长杨亦周、顾德明。北平中央防疫处与分署接洽，希望获得帮助重建房屋。经过评估，冀热平津分署认为：北平中央防疫处作为机构卫生防疫的专业机构，是一个必要机构；并且属于受战争破坏的，其重建的要求符合赈济原则。工程自1946年2月10日开工建设，以面粉折价支付工程建筑的报酬，9月22日第一期工程完工，总共建成二层实验楼、一个青霉素车间、两个马厩、一栋牛舍，还有一些修复后的建筑，总占地万余平方。恢复了牛痘苗等急需生物制品生产。
- 晋绥察分署：1945年10月在重庆成立。署长张彝鼎（哥伦比亚大学法学博士）。副署长阎伟（比利时高等纺织学校）、童秀明（伦敦大学经济学院研究生）。赈务组主任赵光廷。储运组。卫生组。总务组。秘书、视察、技术、编译、会计等室。1946年1月设立太原临时办事处。1946年3月1日分署正式在太原办公。
- 上海分署：1945年10月11日在上海成立。福州路120号日本三井洋行大楼作为分署与联总驻沪办事处。署长刘鸿生（行总执行长兼），副署长王人麟。[14]
- 湖南分署：1945年10月在长沙成立，1948年3月结束。署长余籍傅，副署长张以藩，分署内设赈务、储运、总务、卫生4组，秘书、视察、会计、路工、工业、农业、经济7室，采购委员会及长沙总仓库。下辖长沙、衡阳、邵阳、零陵、郴县、常德、岳阳、益阳8个区督导办事处、各地设有若干难民服务处、储运站、医疗队、公路工程处、水利工程处、善救新村工程处等；还有长沙、衡阳两个育幼院和长沙善救工厂等机构。[15]
- 鲁青分署：1945年12月1日成立。署长延国符，副署长梁傅琴[16]
- 广东分署：署长凌道扬，副署长李应林
- 台湾分署：署长钱宗起，副署长高翰
- 浙闽（后改为浙江）分署：署长孙晓楼、李淑明，副署长祝修爵、林荣森。
- 广西分署：署长黄荣华，副署长谢贯一
- 河南分署 署长马傑 副署长王式典
- 东北分署 署长刘广沛/汪伏生，副署长南秉方、于明洲、曹汉奇（代理署长）
- 福建办事处：1946年11月15日成立。在厦门设分处。
- 滇西办事处
- 黔南办事处
- 华盛顿办事处

中国国民政府着眼于“以善后复员为重心，特别配合善后救济计划，注重于恢复交通运输，整理水利，维护农业，发展教育，以树立经济建设之基础”，所申请的物资中，善后物资占2/3，救济物资仅占1/3。蒋廷黻也主张“寓救济于善后”。这恰与联总重救济轻善后，注重人道主义救济的主旨相反。联总认为，只有在反法西斯战争中所受到的损害才是对盟国的牺牲，也是战争受害国的贡献，才可以接受救济；而各国的贫穷、自然灾害是各国分配不均与政府不能统筹救灾的制度缺点的产物，应该由各国自己负责解决。
根据《联合国善后救济总署协定》，行总必须遵守联合国第一次善后救济大会所通过的决议，即善后救济物资的分配，“应以人民相对的需要为原则，不得有种族的、宗教信仰的和政治主张的歧视”。中共要求联总和行总按决议规定，公平合理地分配救济金和物资。1945年7月13日，在延安召开的中国解放区人民代表会议筹备会通过了关于成立中国解放区临时救济委员会(简称“解救”)的决议，会议选举董必武、周恩来、成仿吾、邢肇棠、沈其震、傅连暲、孙仪之、王子宜、伍云甫、张学思、范长江、苏井观、钱之光、沈元晖（女）等15位代表为救济委员会委员，推选董必武为主任、李富春为副主任、伍云甫为秘书长。7月27日在延安杨家岭“解救”宣告正式成立。“解救”成立后，对解放区军民在抗战中生命财产的损失、破坏以及所需援助等情况进行调查统计，并协助各解放区政府对受灾人民开展救济工作。1945年12月周恩来代表中共与代表行总的蒋廷黻于重庆达成《行总与中共关于共区救济的协定》。解放区陆续成立陕甘宁、晋绥、晋察冀、晋冀鲁豫、冀热辽、山东、苏皖、鄂豫皖8个分会。1946年3月2日联合国救济总署代表朗恩慈、普赖恩由青岛飞抵临沂，与山东解放区政府磋商联合国救济事宜。为此，“中国解放区临时救济委员会山东分会”改称“中国解放区救济委员会山东分会”，主任委员黎玉兼，马保三、刘民生两位副参议长任副主任委员，民政厅长梁竹航任秘书长。晋绥分会主任武新宇、副主任王达成。晋冀鲁豫分会主任王乃堂。晋察冀分会主任于力、副主任郭强。1946年8月13日中国解放区临时救济委员会改名为中国解放区善后救济总会(简称“解总”)，设在上海市福州路“行总”总部，另租下蒲石路沪江别墅4号为解总职员宿舍，主席董必武，秘书长伍云甫兼“解总”上海办事处处长，林仲为业务主管，成润任黄河归故谈判代表。周恩来和董必武指派朱友学为中共运输联络代表及联络员，来往与上海烟台之间，负责运送运输救援物资等。郭正负责机关事务管理。纪峰任秘书兼英语翻译。

二戰結束後，1945年10月23日，联总第一艘货轮把物资运抵中国。1945年11月14日中国政府代表蒋廷黻与联总驻华办事处处长凯石在重庆珊瑚坝签署《中国政府与联合国善后救济总署善后救济基本协定》。行政院善後救濟總署於中國各地投入大量民生物資。以台灣而言，行政院善後救濟總署投入的各項民生物資超過20萬公噸，比臺灣省行政長官公署所投入的資助還多。1945年12月，“行总”署长蒋廷黻与中共代表周恩来在重庆正式签订了《行总与中共关于共区救济协定》，规定六条重要原则如下：
“救济以确受战事损失之地方与人民为对象；

救济不以种族宗教及政治信仰之不同而有歧视；

救济物资之发放不经军政机关而由人民团体协助办理；

如行总人员及运载物资车船进入解放区被扣留时则行总人员即自该区撤退；

行总人员不过问解放区行政；

中共可派代表在解放区协助行总人员办理救济工作。”

1946年1月至6月，国共美三方军调停战，内战尚未爆发。行总责成各地分署兼办辖区内解放区的救济，在解放区设立烟台、菏泽、淮阴、石臼所、临清5个直辖办事处。
- 行总鲁青分署运往烟台物资共计399.28吨，运往临沂物资约141吨。
- 行总晋绥察分署运往察省解放区物资约331.35吨，运往绥省解放区物资约165.5吨，运往山西解放区物资约251.3吨。
- 行总河南分署运往豫北解放区物资14671件，贷款1800万元。运往湖北解放区物资802吨。
- 行总冀热平津分署运往解放区物资91731件。
- 行总苏宁分署运往往解放区物资1005吨。

据行总1946年七大计划所载，全国难民约4200万，解放区有难民2600万，占到了五分之三。解总认为，若根据难民人口平均分配救济物资，则解放区难民应得全部救济物资的五分之三。但截至1946年6月10日，解放区所得物资不过3300余吨，与联总运抵中国的66万吨相比，仅得到二百分之一的救济。
1946年7月至1947年2月，国共内战爆发，国共美三方军调部尚存。行总物资无法大量运入解放区。经过行总和解放区代表再次协商，决定除了冀南、皖东、东北、黄河故道等仍由行总分署继续办理外，从1946年7月起，行总在解放区设立烟台、菏泽和淮阴三个特别办事处，由总署直接指挥。
- 行总烟台办事处成立于1946年7月1日，办理山东全省及河北八县解放区救济。主任王师良，副主任张沈川，以及以周恩来副官名义的中共代表及联络员朱友学同志。下设储运部，负责人张扬。对口设立的“解总烟台办事处”，主任曹漫之，副主任王云九。联总代表魏德勒(Waidner)。1946年9月12日与中共代表的协定，烟台办事处运输路线划分为烟台区、石臼区和渤海区（经羊角沟、小清河航道进入内地）。到1947年8月，烟台办事处共接收物资21159吨，分发2919270吨，库存18239369吨。
- 行总菏泽办事处成立于1946年7月22日，因战事关系仅在同年11月5日接收黄泛区物资750吨，其中粮食604吨，就地分发完毕后该处即被取消。
- 行总淮阴办事处成立于1946年9月16日，接办苏宁分署运往淮阴的1500吨物资的分配事宜。因战事关系，该笔物资一部运回上海，一部转运石臼所及青岛，故该处仅在账面上接收1500吨物资，接收一事实际上并未发生。

这一时期，冀南解放区接收了行总冀热平津分署第九工作队4672吨物资，皖东解放区接收了行总安徽分署皖东北区工作队物资约3吨，东北解放区只在哈尔滨接收了行总东北分署运来的41800磅医药器材。
1946年9月9日周恩来写英文信给联合国善后救济总署中国分署署长格伦·埃德加·艾格顿将军：

亲爱的艾格顿将军：
我刚接到苏皖边区政府急电，称黄河、淮河、沂河和沭河连日水位大涨。8月24日，高邮和清江两地的码头水位已分别逼至5.5米和8.7米。翌日两地水位更高，竟达5.7米和9.07米，超过1931年洪灾时的水位。宝应至高邮段的运河堤坝已多处决堤，百姓危在旦夕。在各级组织干部的坚强领导和亲身参与下，军民团结协作，日夜护堤，抢堵决口。因此请您将以上情形转告政府当局，促其转饬江北运河工程局开放沿长江各坝，引上述四河之水入江，以免苏北人民遭受水灾之苦。
相同内容的中文信已于1946年8月31日写给蒋廷黻博士。
您真诚的周恩来

为了让黄河回归故道，国民政府黄河水利委员会在1945年12月组建黄河堵口复堤工程局，委员长赵守钰兼任局长，副局长李鸣钟、潘镒芬、齐寿安，总工程师陶述曾。1946年启动了黄河堵口工程。中共认为，河床居民的迁徙与救济是黄河归故的先决条件。1946年2月底，晋冀鲁豫边区政府设立治河委员会，冀鲁豫行署主任徐达本兼任主任委员。1946年3月1日，花园口堵口复堤工程正式开工。1946年6月初，治河委员会改称冀鲁豫黄河水利委员会，主任王化云。周恩来指派中共驻新乡军调小组代表黄镇和晋冀鲁豫边区政府代表晁哲甫赴开封，与黄河水利委员会委员长赵守钰，联总代表塔德、行总代表马杰，经反复谈判，1946年4月7日三方订立《开封会谈》五案。4月8日，黄河水利委员会赵守钰、孔令瑢、陶述曾、许瑞璈，与联总代表塔德、张季春、范明德、黄委会技正左起彭、堵复局副局长齐寿安等9人，会同中共代表赵明甫、成润等人，从开封出发对黄河下游故道17县联合勘察8天。在冀鲁豫解放区菏泽，与冀鲁豫行署段君毅、贾心斋、罗士高、赵明甫、华夫、成润，渤海解放区代表刘季青谈判。最终达成《菏泽协议》。但国民政府强行要求六月堵口合龙，《菏泽协议》被撕毁。5月18日，解总、行总、联总在南京的行政院水利委员会达成《南京协议》三条，同日周恩来与联总驻华负责人达成口头协议六条。5月26日，解放区紧急动员20万民工火速开工复堤，在夏收期间继续开工，以便在7月中旬完成复堤工程。6月23日花园口开始抛石堵口，遭解放区激烈抗议。6月26日黄河伏汛流量上涨至4800m3/s，7月5日花园口汛前堵口失败告终。7月22日，三方达成《上海协定》三条：
- 河床下游村庄迁移与居民救济，由黄河水利委员会呈请政府拨款150亿元，于1946年8至12月的4个月内办理。
- 复堤工程粮食需11000吨，行总先行拨发8000吨运往黄河故道解放区。

根据协定，截至1946年12月，行总拨发黄河故道解放区1万吨物资及法币60亿元。1946年10月5日国民政府恢复花园口堵口，限令50天完成。1947年3月15日花园口堵口成功，4月20日堵口工程全部闭气。
1946年，行政院长宋子文與行政院善后救济总署署长蒋廷黻傳出不合。行总的办公经费到处筹措无门的情况下，蒋廷黻依靠大量出售联总的救灾物资以自筹经费，并以这种方式配合国民政府平抑物价。所以，一方面是大量的灾民在饿死、冻死，一方面却是大量的粮食、棉花在市场上出售。在出售物资的过程中出现了不法商人从中套购渔利的现象。1946年3月，上海投机商将作为救济物资的美军血清当作特效药在市面上出售。事发后，舆论哗然，蒋廷黻因此成为众矢之的，蒋廷黻平抑物价的计划不仅没有取得预期的效果，反而败坏了行总的声誉，行总因此给人家骂作“救己本署”、“救济本署”。1946年6月，联总认为大量物资滞留中国港口而不能迅速运到内地灾区，这是由于行总工作效率太低；行总的业务行政费用全靠变卖救济物资维持，难以得到联总的谅解并怀疑中国政府不重视善后救济工作。行总拒绝物资分配需要事先得到联总批准，认为这超过了基本协定中所明订的“咨商”权限。联总驻华办事处代理处长朗恩慈（Franklin Ray)不断批评行总的行政能力，中国政府发出通告，声明其为中国所不欢迎的人员。1946年7月10日，联总驻华办事处300名职员和雇员致电联总署长拉加迪亚，指责“联总供应中国的物资与服务正受到不正当的处置，供应这些物资与服务的目的已经被忽视不顾”，中国政府“肆无忌惮地出卖主要物资——粮食”，“中国政府不按时提供经费给行总，致使许多地区的工作和计划遭到失败”，“联总物资在中国被用作政治斗争的工具”。拉加迪亚据此下令联总停止对中国除了粮食、衣服、医药器材外的物资运输，理由是“中国救济机构的财政状况的不稳定和港口的拥堵不堪”。7月12日，蒋廷黻在记者招待会上否定联总驻中国代表处人员的指责，反而谴责联总运华物资的无组织状况。针对联总对中国解放区救济政策上的指控，行总宣称共产党地区基本上为产粮区，因此行总必须根据实际需要分配联总的物资，不需对共产党地区提供粮食救济。面对联总毫不妥协的禁运政策，蒋廷黻宣布30天内清空上海港积压的货物；行政院长宋子文答应为行总下拨800亿元中央银行信用资金。为缓和联总与行总的矛盾，1946年10月，中国银行副总裁仍兼总稽核霍宝树接任行政院善後救濟總署署长。10月21日联总宣布停止对华物资禁运。对于蒋廷黻的遭遇，傅斯年说：“这事早已料到，盖一年来宋院长与蒋（廷黻）每多龃龉。人各有长短，蒋氏（廷黻）一年来未能满足各方之要求，与直接上司龃龉又有何事办得通？”“我亲听见宋院长说蒋廷黻不懂做买卖，我恍然标准如此的。”隨即爆發貪污案。行总副署长李卓敏（後為香港中文大學創校校長）即因贪污被停职。後來蔣廷黻與张群勾结，讓李卓敏無罪脫困。李卓敏及其部下合共六名行總高層在1947年8月被提告貪污瀆職，罪狀包括私吞救濟物資和敲詐行總運輸承辦商等；其中李卓敏更被指生活窮奢極侈，他除了從敵產管理處領得前屬於汪精衛的上海私邸作為官邸，府上僕役更多達18人，其中兩人由行總支薪，另外府上的兩部醫院用冷藏器，也是由行總提供。未幾，李卓敏再被指控任人為親，當中包括於1946年初派員30人出訪美國時，把掛名為分署專員的胞妹李卓衣安插其中，此後一直未有返國；其後行總於1946年7月決定冻结聘任新职员時，其胞姊李球卻獲任用為行總農委會科員，领取不菲薪资。1947年9月4日，監察院把案件送交行政院後，李卓敏即被勒令停職，其後涉及行總集團貪污案的被告人數再增至21人。成为轰动全国的“行总舞弊案”，涉及总署副署长、总署分配厅长、储运厅长、财务厅长、渔业管理处长、总务处长等位高权重的“大老虎”。案件在1947年9月30日於上海首度開庭傳訊，李卓敏等獲准交保候審，經過三個月調查，檢方最後於1947年12月決定對其中12名被告提出公訴，但包括李卓敏在內的九名厅处长高官由於“犯罪嫌疑不足”，獲不起訴處分。十人被公诉至上海地方法院。事後，李卓敏曾獲時任聯總署長魯克斯少將（Major General Lowell Ward Rooks）致函支持，並對其在任行總副署長期間推行的救濟工作予以肯定。1948年4月1日，上海地方法院对“行总舞弊案”做出判决，对被公诉的董承道、胡可时两名厅、处长无罪释放，其他七名涉案的科级官员被判处有期徒刑。
1947年3月至1947年年底，国共和谈正式破裂，中共代表从国统区撤走，行总运往解放区的物资无法如期到达，解放区救济工作陷入停顿。1947年3月1日，“解总”主席董必武被国民党特务软禁。“解总”立即致电“联总”署长鲁克斯，要求立即恢复其行动自由，并保证所有“解总”人员安全。3月2日，董必武获得自由。为此，联总加大了对行总办理解放区救济的监督，行总再次增设办事处直接办理解放区救济。1947年2月，联总（联合国难民署）副署长杰克逊来华视察，要求行总在2月25日至3月31日内，至少把1500吨物资运至解放区，或以价值800万美金的相等物资代替。行总至3月底运出1400余吨，实际到达解放区1100吨。为此，联总与行总订立了进一步加强解放区救济的协定：由联总和行总分别指定专人担任联络工作，共同负责解放区救济事业；对于解放区物资的分配，则由有中共代表参加的联合分配委员会决定；加设临清和石臼所两个特别办事处，协同办理解放区的救济。
1947年5月28日，东北保安司令长官部的机关报《中苏日报》（社长为“东保”政治部中将主任余纪忠）刊发了一篇三栏长条小新闻《救济总署趣闻》，内容仅60余字：“行政院善后救济总署沈阳分署所属官员每周可领到五磅克宁奶粉一听，骆驼牌烟一条，每人并发给罗斯福布（即涤卡，当时是美国新产品）五米。人们传说救人先救己云。”在社会上引起强烈反响，时人讥讽“救己总署”。随后，沈阳《中央日报》发表文章500字的《救己总署趣闻》。8月28日，因行政院善後救濟總署東北分署署長劉廣沛被東北九省主席、三特別市長聯名控告貪污舞弊事，行政院善後救濟總署派分配廳廳長汪伏生赴瀋陽，免去劉廣沛之職務。:8402
1947年6月27日，行政院善後救濟總署撥5億元賑濟水災款，滙粵分署，令該署立即發放全部存糧，救2災民。:8375
1947年12月，因联总额定运华物资已运达并经行总分配，所有业务大体告一段落。行政院乃令行总于12月底结束，并规定行总的救济业务交社会部办理，善后业务则移交新成立的行政院善后事业委员会办理。在此之前，各地分署已于同年11月底全部结束。
1947年10月10日，“解总”工作人员朱友学从上海护送最后一批救济物资前往烟台解放区。“解总”上海办事处留守人员准备应付出现最坏的局面。1947年12月，军警宪特闯入“解总”上海办事处宿舍大搜查。“解总”上海办事处人员乘美机返回解放区。
中国解放区救济总会1950年4月29日在北京改组为中国人民救济总会，简称“救总”，中央人民政府副主席宋庆龄为救总主席，政务院副总理兼政务院政治法律委员会主任董必武、中央人民政府内务部部长谢觉哉、中国红十字会会长兼中央人民政府卫生部部长李德全、基督教爱国领袖吴耀宗为副主席，伍云甫任秘书长兼党组书记,开展当时最为紧急的灾荒救济和失业救济。1956年7月起救总同中国红十字会合署办公。